# 全日本学生本因坊決定戦
全日本学生本因坊戦（ぜんにほんがくせいほんいんぼうせん）は、囲碁のアマチュア学生棋士日本一を決める大会。略して学生本因坊戦とも言う。1957年から開催され、学生タイトルで最も古い歴史を有する。優勝者は学生本因坊と呼ばれる。
全日本学生囲碁連盟が設立された1957年に開始。優勝者は全日本アマチュア本因坊決定戦に招待される。2005年から2009年は神奈川県箱根町の「盤樹の森」大会の一環として開催された。
第66回までの優勝者の在籍大学は、早稲田大学8回、東京大学6回、中央大学5回、法政大学4回、京都大学4回、日本大学3回、専修大学3回、大阪大学3回、九州大学3回、慶應義塾大学2回、東京理科大学2回、東京都立大学2回、駒澤大学2回、立命館大学2回、京都教育大学2回、神戸大学2回、神戸外語大学2回、北海道大学1回、小樽商科大学1回、東北大学1回、一橋大学1回、多摩大学1回、名古屋大学1回、中京大学1回、山口大学1回、熊本県立大学1回、宮崎医科大学1回。
最多優勝は金沢盛栄（京都大学）の四連覇。

## 出場選手
大学の学部生限定。全日本を北海道・東北・関東・北信越・中部・近畿・中国四国・九州地区にわけ、各地区の予選を勝ち抜いた代表31名と全日本女子学生本因坊決定戦の優勝者1名の32名がトーナメントを行っていたが、2011年より日本女子学生本因坊決定戦と同日開催となり、男子学生のみの参加資格と変化した。

## 過去の優勝者
1. 1957年 上月武志（九州大学）
2. 1958年 原田実　（東京都立大学）
3. 1959年 原田実　（東京都立大学）
4. 1960年 明楽昌夫（東京大学）
5. 1961年 後藤昌治（中央大学）
6. 1962年 吉田英紀（中央大学）
7. 1963年 赤松正弘（神戸外語大学）
8. 1964年 田中靖久（名古屋大学）
9. 1965年 赤松正弘（神戸外語大学）
10. 1966年 安藤英雄（日本大学）
11. 1967年 岩田一　（慶應義塾大学）
12. 1968年 上村陽生（日本大学）
13. 1969年 上村陽生（日本大学）
14. 1970年 中園清三（法政大学）
15. 1971年 中園清三（法政大学）
16. 1972年 中園清三（法政大学）
17. 1973年 河野靖　（早稲田大学）
18. 1974年 畠秀史　（一橋大学）
19. 1975年 脇本安　（九州大学）
20. 1976年 石倉昇　（東京大学）
21. 1977年 木原廣美（九州大学）
22. 1978年 金沢盛栄（京都大学）
23. 1979年 金沢盛栄（京都大学）
24. 1980年 金沢盛栄（京都大学）
25. 1981年 金沢盛栄（京都大学）
26. 1982年 和田幸樹（駒澤大学）
27. 1983年 金沢東栄（京都教育大学）
28. 1984年 和田幸樹（駒澤大学）
29. 1985年 金沢東栄（京都教育大学）
30. 1986年 山本淳　（宮崎医科大学）
31. 1987年 岩井真一（山口大学）
32. 1988年 行松靖　（神戸大学）
33. 1989年 後藤文郷（東京大学）
34. 1990年 高野英樹（大阪大学）
35. 1991年 高野英樹（大阪大学）
36. 1992年 平岡聡　（東北大学）
37. 1993年 高野英樹（大阪大学）
38. 1994年 多賀文吾（神戸大学）
39. 1995年 坂本修作（早稲田大学）
40. 1996年 坂本修作（早稲田大学）
41. 1997年 多田匠　（慶應義塾大学）
42. 1998年 田中伸拓（東京大学）
43. 1999年 田中伸拓（東京大学）
44. 2000年 松田みこと（多摩大学）
45. 2001年 阿佐巧　（早稲田大学）
46. 2002年 阿佐巧　（早稲田大学）
47. 2003年 白石勇一（中央大学）
48. 2004年 坂口仁寿（熊本県立大学）
49. 2005年 村上深　（中央大学）
50. 2006年 村上深　（中央大学）
51. 2007年 高津昌昭（立命館大学）
52. 2008年 谷口洋平（早稲田大学）
53. 2009年 花巻未生（専修大学）
54. 2010年 神谷佑樹（法政大学）
55. 2011年 小山光晶（北海道大学）
56. 2012年 田中伸幸（立命館大学）
57. 2013年 岡田量　（早稲田大学）
58. 2014年 癸生川聡（早稲田大学）
59. 2015年 伊藤優真（小樽商科大学）
60. 2016年 大関稔　（専修大学）
61. 2017年 大関稔　（専修大学）
62. 2018年 岡田健斗（中京大学）
63. 2019年 栗田佳樹（東京理科大学）
64. 2020年 （新型コロナウイルス感染拡大により準決勝以降を中止）
65. 2021年 栗田佳樹（東京理科大学）
66. 2022年 川口飛翔（東京大学）
67. 2023年 川口飛翔（東京大学）
68. 2024年 川口飛翔（東京大学）